# 王門
王門，東漢末年公孫瓚的武將。公孫瓚與袁紹相爭時，王門倒戈投向袁紹，並領一萬兵攻打公孫瓚，在正要攻打束州縣時，被縣令田豫說服，慚愧而退。